# Championnats d'Afrique de tennis de table 2004
Navigation
Championnats d'Afrique 2002 Championnats d'Afrique 2007
Les Championnats d'Afrique de tennis de table 2004 ont lieu du 17 au 23 novembre 2004 à Port-Louis à Maurice,,.

## Médaillés
| Épreuves | Or                                  | Argent                                                                 | Bronze   |
| -------- | ----------------------------------- | ---------------------------------------------------------------------- | -------- |
| Hommes   |                                     |                                                                        |          |
| Simple   | Emad Moselhy                        | El-Sayed Lashin (en)                                                   |          |
| Simple   | Emad Moselhy                        | El-Sayed Lashin (en)                                                   |          |
| Double   | El-Sayed Lashin (en) Amr Reda       | Luke Abrahams Shane Overmeyer                                          |          |
| Double   | El-Sayed Lashin (en) Amr Reda       | Luke Abrahams Shane Overmeyer                                          |          |
| Équipe   | Égypte                              | Algérie Mohamed Sofiane Boudjadja Abdel Hakim Djaziri Fatah Ourahmoune | Maurice  |
| Équipe   | Égypte                              | Algérie Mohamed Sofiane Boudjadja Abdel Hakim Djaziri Fatah Ourahmoune | Éthiopie |
| Femmes   |                                     |                                                                        |          |
| Simple   | Bacent Othman (en)                  | Roaa Magdy                                                             |          |
| Simple   | Bacent Othman (en)                  | Roaa Magdy                                                             |          |
| Double   | Ayatollah Ashraf Bacent Othman (en) | Leila Boucetta Asma Menaifi                                            |          |
| Double   | Ayatollah Ashraf Bacent Othman (en) | Leila Boucetta Asma Menaifi                                            |          |
| Équipe   | Égypte                              | Algérie Leila Boucetta Asma Menaifi Souad Nechab                       | Éthiopie |
| Équipe   | Égypte                              | Algérie Leila Boucetta Asma Menaifi Souad Nechab                       | Maurice  |
| Mixte    |                                     |                                                                        |          |
| Double   | Emad Moselhy Roaa Magdy             | El-Sayed Lashin (en) Bacent Othman (en)                                |          |
| Double   | Emad Moselhy Roaa Magdy             | El-Sayed Lashin (en) Bacent Othman (en)                                |          |